# BURNING UP
「BURNING UP」（バーニング・アップ）は、EXILE TRIBE（三代目 J Soul Brothers VS GENERATIONS）のシングル曲。2013年7月10日にrhythm zoneから発売。EXILE TRIBE名義では第2弾となる作品。

## 概要
- 今作は、三代目J Soul BrothersとGENERATIONSのコラボレーション[2]。
- 「CD+DVD」、「CDのみ」、「ワンコインCD」、「ミュージックカード」の4形態での発売（「ワンコインCD」と「ミュージックカード」はモバイルサイト・FC会員・イベント会場限定販売）。「CD+DVD」と「CDのみ」は初回盤のみ、ホログラム仕様のスペシャルブックレットとなっている。
- CDには三代目J Soul BrothersとGENERATIONSそれぞれの新曲を含む全3曲6バージョンを収録。DVDには表題曲のミュージック・ビデオを収録。ミュージック・ビデオの監督は、第1弾に引き続き久保茂昭が務めた。
- 「BURNING UP」オリジナルバージョン（シングルバージョン）初収録のアルバムは、三代目 J Soul Brothersが2014年1月1日に発売したベストアルバム『THE BEST』。
- また、三代目 J Soul Brothersのアルバム「BLUE IMPACT」には今市隆二と登坂広臣のみ、GENERATIONSのアルバム「GENERATIONS」には数原龍友と片寄涼太のみが歌う別バージョンが収録されている。

## 収録曲

### CD
1. BURNING UP [3:59]
（作詞：bag o'pound、作曲：SMIDI, SIRIUS、編曲：SMIDI）
  - テレビ朝日系『お願い!ランキング』2013年7月度エンディングテーマソング
  - ABCマート「adidas CRAZY COOL」CMソング
2. Waking Me Up/ 三代目J Soul Brothers [3:56]
（作詞：岡田マリア、作曲：SKY BEATZ, FAST LANE, CHRIS HOPE, J FAITH）
  - ABCマート「メンズサンダルフェア」CMソング
3. Go On / GENERATIONS [3:31]
（作詞：岡田マリア、作曲：ZETTON, FAST LANE, CHRIS HOPE, J FAITH）
4. BURNING UP（Instrumental）
5. Waking Me Up（Instrumental）
6. Go On（Instrumental）

### DVD
- BURNING UP（Music Video）

## 収録アルバム
| 収録アルバム                                 | 楽曲                                        | 曲順 |
| -------------------------------------------- | ------------------------------------------- | ---- |
| GENERATIONS/GENERATIONS                      | Go On                                       | 3    |
| GENERATIONS/GENERATIONS                      | BURNING UP -GENERATIONS Version-            | 16   |
| THE BEST/三代目 J Soul Brothers              | BURNING UP                                  | 14   |
| BLUE IMPACT/三代目 J Soul Brothers           | Waking Me Up                                | 7    |
| BLUE IMPACT/三代目 J Soul Brothers           | BURNING UP -三代目 J Soul Brothers version- | 11   |
| EXILE TRIBE REVOLUTION                       | BURNING UP                                  | 11   |
| THE JSB WORLD(DISC-2)/三代目 J Soul Brothers | BURNING UP                                  | 5    |
| THE JSB WORLD(DISC-2)/三代目 J Soul Brothers | Waking Me Up                                | 6    |